# Valutazione probabilistica del rischio
La valutazione probabilistica del rischio (o analisi/valutazione probabilistica della sicurezza) è una metodologia sistematica e complessa per valutare il rischio associato con dispositivi tecnologici complessi (come gli aerei o le centrali nucleari).
Il rischio viene definito come il danno possibile di un'attività o azione. Nella valutazione probabilistica del rischio si prendono in considerazione due quantità:
1. la grandezza/gravità delle possibili conseguenze avverse;
2. la probabilità del verificarsi di ognuna di queste conseguenze.

Le conseguenze vengono rappresentate con quantità numeriche (ad esempio il numero potenziale di persone ferite o uccise) e la loro probabilità viene rappresentata con indici di probabilità o frequenza (ad esempio il numero dei casi o la probabilità di accadimento per unità di tempo). Il rischio totale è la somma degli effetti delle conseguenze moltiplicata per la loro probabilità. La variazione del rischio tra le classi di eventi è inoltre presa in considerazione e viene di solito controllata nel processo di autorizzazione. Va tenuto in considerazione se una conseguenza rara ma di alto impatto appare come dominante nel rischio complessivo.
La valutazione del rischio probabilistica di solito risponde a tre domande:
1. Che cosa può andare storto con la tecnologia oggetto di analisi, ovvero, quali sono gli eventi iniziali o iniziatori (eventi iniziatori indesiderati) che conducono a conseguenze avverse?
2. Quali sono e quanto gravi sono i danni potenziali o le conseguenze avverse che possono colpire il dispositivo tecnologico come risultato del verificarsi degli eventi iniziatori?
3. Quanto sono probabili queste conseguenze indesiderate, ovvero qual è la loro probabilità o frequenza?

I due metodi normalmente utilizzati per rispondere a queste domande sono l'analisi dell'albero degli eventi e la Fault Tree Analysis (per queste metodologie si veda la voce ingegneria della sicurezza).
Oltre ai due metodi sopra evidenziati, la valutazione probabilistica del rischio richiede strumenti speciali di analisi come l'analisi della affidabilità del fattore umano (human reliability analysis) e l'analisi delle cause comuni di arresto di funzionamento (common-cause-failure analysis), per valutare l'effetto delle dipendenze interne al sistema e tra componenti che tendono a causare l'arresto del funzionamento simultaneo e quindi incrementano significativamente il rischio complessivo.
Studi di valutazione probabilistica del rischio sono stati effettuati con successo per complessi sistemi tecnologici in tutte le fasi del loro ciclo di vita, dalla definizione iniziale e pre-progettuale fino alla dismissione finale dall'operatività. Per esempio negli Stati Uniti la Nuclear Regulatory Commission ha richiesto che ogni centrale nucleare debba effettuare un'Individual Plant Examination (IPE) per identificare e quantificare le vulnerabilità al malfunzionamento grave dell'intero impianto e all'errore umano di progettazione e gestione. Anche se non sono stati specificati i metodi per questo tipo di analisi, i requisiti per la valutazione possono essere soddisfatti solo applicando i metodi di analisi probabilistica del rischio.